# 16525 Shumarinaiko
Shumarinaiko (asteroide 16525) é um asteroide da cintura principal, a 2,0601991 UA. Possui uma excentricidade de 0,1411493 e um período orbital de 1 357 dias (3,72 anos).
16525 Shumarinaiko tem uma velocidade orbital média de 19,23078364 km/s e uma inclinação de 2,43579º.
Este asteroide foi descoberto em 14 de Fevereiro de 1991 por Kin Endate e Kazuro Watanabe.